# Gór Nagy Mária Színitanoda
A Gór Nagy Mária Színitanoda, hivatalos nevén: GNM Színitanoda Egyesület Művészeti Szakközépiskola, Gór Nagy Mária által 1984-ben Budapesten alapított, és 2022. február 12-én bezárt középfokú művészeti oktatási intézmény volt.

## Története
1984-ben Gór Nagy Mária színművésznő megalapította saját színitanodáját – először egy Rákóczi úti lakásban folyt a tanítás, majd idővel több oktatási helyszínen. Mensáros László és Verebes István az első tanárok között volt, később csatlakozott Schubert Éva, Pogány Judit, Koltai Róbert, Szurdi Miklós, Kálloy Molnár Péter és Zsurzs Kati is. A színitanoda 1993-tól államilag elismert (Gyakorlatos színész (színházi és filmszínész); Színész II.) végzettséget adó szakközépiskolának számított. Olyan ismert színészek tanultak itt, mint például Mészáros Zoltán, Liptai Claudia, Ábel Anita, Farkasházi Réka, Ullmann Mónika, Miller Zoltán vagy Janza Kata. 2022 februárjában Gór Nagy bejelentette, hogy a megszüntetett OKJ-s képzés és az egyre kevesebb alkalmas jelentkező miatt iskoláját végleg bezárja.

## Tanárok
- Barta Mária
- Basilidesné Andor Edit
- Benedek Miklós
- Bozsó Péter
- Cortés Sebastian
- Csiszár Imre
- Frenkó Zsolt
- Gálvölgyi János
- Gieler Csaba
- Gór Nagy Mária
- Gulyás Buda
- Kálloy Molnár Péter
- Koltai Róbert
- Korcsmáros György
- Kovács Gábor Dénes
- Mensáros László
- Miller Zoltán
- Márkó Eszter
- Miklósy Judit
- Moravetz Levente
- Pogány Judit
- Puskás Tivadar
- Schubert Éva
- Szente Vajk
- Sztarenki Pál
- Szurdi Miklós
- Végh Péter
- Verebes István
- Zsurzs Kati

## Növendékek
- Ábel Anita
- Ábrahám Gabi
- Agócs Judit
- Antalfi Anett
- Babicsek Bernát
- Bakonyi Csilla

```
  Balogh Edina 
```

- Bálizs Anett
- Bergendi Áron
- Beszterczey Attila
- Bodrogi Attila
- Bognár Gyöngyvér
- Bor Viktor
- Borbély Richárd
- Brózik Klára
- Brunner Márta
- Csáki Edina
- Csomor Ágnes
- Danyi Judit
- Farkasházi Réka
- Fehér Adrienn
- Fehér Ákos
- Fekete Linda
- Fésűs Nelly
- Figeczky Bence
- Földi Tamás
- Fridel Fruzsina
- Gombos Judit
- Gulyás Hermann Sándor
- Győri Csaba
- Hernádi Szabolcs
- Hevesi-Tóth Evelin
- Holczinger Szandra
- Janklovics Péter
- Janza Kata
- Jenei Judit
- Juhász Illés
- Kárász Zénó
- Kokas Piroska
- Kondákor Zsófia
- Kovács Róbert
- Kováts Dóra
- Köllő Babett
- Kurkó J. Kristóf
- László Boldizsár
- Lázár Csaba
- Legerszki Krisztina
- Liptai Claudia
- Lőrincz Levente
- Magócs Ottó
- Mező Zoltán
- Mészáros Zoltán
- Miller Zoltán
- Molnár Judit
- Muri Enikő
- Nagy Balázs
- Nagyidai Gergő
- Németh Attila
- Növényi Norbert
- Nyári Darinka
- Oszter Alexandra
- Ozsda Erika
- Pásztor Anna
- Pásztor Máté
- Róbert Gábor
- Röthler Balázs
- Seder Gábor
- Straub Péter
- Szabó Gabi
- Szabó Judit
- Szabó P. Szilveszter
- Szakál-Szűcs Kata
- Szarvas Attila
- Szántó Szandra
- Szekér Gergő
- Szitányi András
- Szokolai Péter
- Szomor György
- Szőke Olivér
- Szűcs Gabi
- Szűcs Kinga
- Takács Zalán
- Timkó János
- Ullmann Mónika
- Umbráth László
- Urmai Gábor
- Valázsik Péter
- Vanya Tímea
- Várfi Sándor
- Varga Ádám
- Venczel-Kovács Zoltán
- Vicei Zsolt
- Világi Vanessa
- Zakariás Éva
- Závodszky Noémi
- Zborovszky Andrea